# 그단스크
그단스크(폴란드어: Gdańsk 듣기 (도움말·정보), 카슈브어: Gduńsk, 라틴어: Gedanum)는 폴란드의 항구 도시, 발트해에 면한 포모르스키에 주의 항구 도시이다. 그디니아, 소포트와 합체(合體)하여 활기를 띠고 있다. 독일어 이름인 단치히(독일어: Danzig, 라틴어: Dantiscum, 문화어: 단찌히)로도 잘 알려져 있다. 도시의 인구는 약 460,000 명이다.
그단스크는 한때 가장 크고 가장 부유한 폴란드의 도시였다. 따라서 자체 정부, 예산, 군대 및 정치적 지위를 가졌다. 구시가는 한자 동맹의 일부로 발트해에서 거래한 상인들에 의해 형성되었다. 건축은 암스테르담의 건축과 매우 유사하다.
제1차 세계 대전 후 그단스크는 자유 도시 국가가 되었다. 제2차 세계 대전은 그단스크에서 시작되었는데, 독일 군함이 베스테르플라테의 폴란드군 요새를 공격할 때 시작되었다. 전쟁 중에 그단스크는 폭격을 당하고 재건되었다. 1945년에 도시는 다시 폴란드에 합병되었다. 1980년대에 "연대자유노조"가 그단스크에서 나타났으며 1989년 유럽에서 공산주의의 붕괴를 가져 왔다.
그단스크는 현재 중요한 관광, 교육 및 산업 중심지이다. 소포트 및 그디니아와 함께 "Tri-City"(Trójmiasto)라는 하나의 대도시를 형성한다.

## 역사
10세기에 포모제인이 건설한 항구 도시로 그 후 폴란드로 합병되었다. 이후 1308년에 브란덴부르크 변경백국과 튜턴 기사단의 지배하에 들어가면서 독일인과 네덜란드인이 유입되었다. 1793년에 일어난 제2차 폴란드 분할 이후부터 프로이센 왕국의 영토가 되었으며, 1919년까지는 독일 제국의 서프로이센에 속하여 그 주도(州都)였다.

### 단치히 자유시
1920년에 국제 연맹에 의해 창설된 자유시였으며, 베르사유 조약에 의해 단치히 자유시(독일어: Freie Stadt Danzig, 폴란드어: Wolne Miasto Gdańsk)가 되었다. 본래 독일 제국 서프로이센의 주도였으나, 베르사유 조약에 의해 독일령에서 떨어져 나갔다. 고유의 기, 문장, 찬가, 독자적인 화폐(100페니히=1굴덴)를 가지고 있었다. 1924년부터 냉동고, 식용유 제조공장, 철도, 조선소 등이 건설되어 발트해 유수(有數)의 항구로 발전하였다.
1933년부터 국가사회주의 독일 노동자당(나치당)이 자유시 의회를 장악하였고, 유대인에 대한 탄압 정책이 시행되었다. 1939년 9월 1일 히틀러가 단치히 반환을 구실로 폴란드 침공을 감행하며 단치히 자유시는 제2차 세계 대전의 도화선이 되었다. 폴란드 침공이 일어나자마자 단치히 의회는 나치 독일에 합병을 선언하였다. 단치히 자유시에 있던 폴란드인 민간인들은 우체국 등지에서 항전을 끝까지 벌이다가 결국 총살당했다(단치히 폴란드 우체국 방어전). 한편 그단스크에 있던 베스테르플라테(Westerplatte) 반도에서는 거기 주둔하던 폴란드군 205명이 일주일 동안이나 독일군에게 맞서 싸웠다. 이들은 우체국 직원들과는 달리 현역 군인 신분이었기에 총살당하지 않았다(베스테르플라테 전투).
폴란드 침공 이후 단치히는 독일이 장악하였다. 독일군이 이 도시를 점령하자 자유시는 소멸되었다. 1999년 노벨 문학상을 받은 귄터 그라스의 대표작 양철북의 배경이 된 도시이기도 하다.

### 제2차 세계 대전 이후
제2차 세계 대전 말기 소련군과의 뒤이은 전투 끝에 1945년 들어 시가지와 항만 시설이 모두 파괴되었다. 소련군은 이 도시를 점령하였고, 종전 후 단치히는 폴란드령으로 귀속되어 남아있던 종래의 독일인 주민은 모두 추방되어 현재에 이른다. 파괴된 시가지, 항만시설, 공장 등은 전후 복구되었다.
1980년대에 레흐 바웬사는 이 곳에 있는 조선소를 중심으로 자유노조 운동을 일으켰다. 그래서 결국 공산정권은 폴란드 원탁 회의를 통해 자유노조에게 굴복하였고 폴란드는 민주화되었다. 하지만 최근에 그단스크 조선소는 대한민국, 중화인민공화국, 일본과의 치열한 조선업 경쟁을 이기지 못하고 현재 파산 위기에 놓여있다. 최근에는 무역항이라기 보다는 바다와 인접하지 못한 중앙유럽 국가들의 수출입 문호 역할을 하고있다.

## 기후
| 그단스크 (1991년~2020년)의 기후     | 그단스크 (1991년~2020년)의 기후 | 그단스크 (1991년~2020년)의 기후 | 그단스크 (1991년~2020년)의 기후 | 그단스크 (1991년~2020년)의 기후 | 그단스크 (1991년~2020년)의 기후 | 그단스크 (1991년~2020년)의 기후 | 그단스크 (1991년~2020년)의 기후 | 그단스크 (1991년~2020년)의 기후 | 그단스크 (1991년~2020년)의 기후 | 그단스크 (1991년~2020년)의 기후 | 그단스크 (1991년~2020년)의 기후 | 그단스크 (1991년~2020년)의 기후 | 그단스크 (1991년~2020년)의 기후 |
| 월                                  | 1월                             | 2월                             | 3월                             | 4월                             | 5월                             | 6월                             | 7월                             | 8월                             | 9월                             | 10월                            | 11월                            | 12월                            | 연간                            |
| ----------------------------------- | ------------------------------- | ------------------------------- | ------------------------------- | ------------------------------- | ------------------------------- | ------------------------------- | ------------------------------- | ------------------------------- | ------------------------------- | ------------------------------- | ------------------------------- | ------------------------------- | ------------------------------- |
| 역대 최고 기온 °C (°F)              | 13.4 (56.1)                     | 18.1 (64.6)                     | 24.5 (76.1)                     | 30.6 (87.1)                     | 32.3 (90.1)                     | 34.6 (94.3)                     | 36.0 (96.8)                     | 35.8 (96.4)                     | 31.7 (89.1)                     | 28.1 (82.6)                     | 21.1 (70.0)                     | 13.7 (56.7)                     | 36.0 (96.8)                     |
| 일평균 최고 기온 °C (°F)            | 1.7 (35.1)                      | 2.9 (37.2)                      | 6.6 (43.9)                      | 12.1 (53.8)                     | 16.8 (62.2)                     | 20.4 (68.7)                     | 22.6 (72.7)                     | 22.9 (73.2)                     | 18.5 (65.3)                     | 12.7 (54.9)                     | 6.7 (44.1)                      | 3.1 (37.6)                      | 12.3 (54.1)                     |
| 일일 평균 기온 °C (°F)              | −1.4 (29.5)                     | −0.8 (30.6)                     | 1.8 (35.2)                      | 6.9 (44.4)                      | 11.9 (53.4)                     | 15.5 (59.9)                     | 17.7 (63.9)                     | 17.3 (63.1)                     | 12.9 (55.2)                     | 8.0 (46.4)                      | 3.4 (38.1)                      | 0.1 (32.2)                      | 7.7 (45.9)                      |
| 일평균 최저 기온 °C (°F)            | −3.3 (26.1)                     | −2.7 (27.1)                     | −0.4 (31.3)                     | 3.6 (38.5)                      | 8.1 (46.6)                      | 11.6 (52.9)                     | 14.2 (57.6)                     | 13.9 (57.0)                     | 10.4 (50.7)                     | 5.8 (42.4)                      | 1.9 (35.4)                      | −1.6 (29.1)                     | 5.1 (41.2)                      |
| 역대 최저 기온 °C (°F)              | −27.4 (−17.3)                   | −29.8 (−21.6)                   | −22.8 (−9.0)                    | −7.7 (18.1)                     | −4.3 (24.3)                     | −0.5 (31.1)                     | 2.1 (35.8)                      | 4.4 (39.9)                      | −1.9 (28.6)                     | −7.0 (19.4)                     | −16.9 (1.6)                     | −23.3 (−9.9)                    | −29.8 (−21.6)                   |
| 평균 강수량 mm (인치)               | 28.5 (1.12)                     | 23.7 (0.93)                     | 27.5 (1.08)                     | 32.0 (1.26)                     | 53.3 (2.10)                     | 58.8 (2.31)                     | 79.4 (3.13)                     | 70.0 (2.76)                     | 64.5 (2.54)                     | 54.8 (2.16)                     | 42.6 (1.68)                     | 36.0 (1.42)                     | 571.0 (22.48)                   |
| 평균 강수일수 (≥ 0.1 mm)            | 16.67                           | 14.25                           | 14.03                           | 11.43                           | 13.07                           | 14.03                           | 13.43                           | 14.03                           | 12.40                           | 15.27                           | 15.93                           | 17.97                           | 172.51                          |
| 평균 상대 습도 (%)                  | 87.7                            | 85.9                            | 82.5                            | 75.5                            | 71.6                            | 72.2                            | 74.7                            | 78.1                            | 82.6                            | 84.6                            | 89.1                            | 89.8                            | 81.2                            |
| 평균 월간 일조시간                  | 39                              | 70                              | 134                             | 163                             | 244                             | 259                             | 236                             | 225                             | 174                             | 105                             | 45                              | 32                              | 1,726                           |
| 출처 1: 폴란드 기상수자원관리연구소 |                                 |                                 |                                 |                                 |                                 |                                 |                                 |                                 |                                 |                                 |                                 |                                 |                                 |
| 출처 2: meteomodel.pl               |                                 |                                 |                                 |                                 |                                 |                                 |                                 |                                 |                                 |                                 |                                 |                                 |                                 |

## 화보집

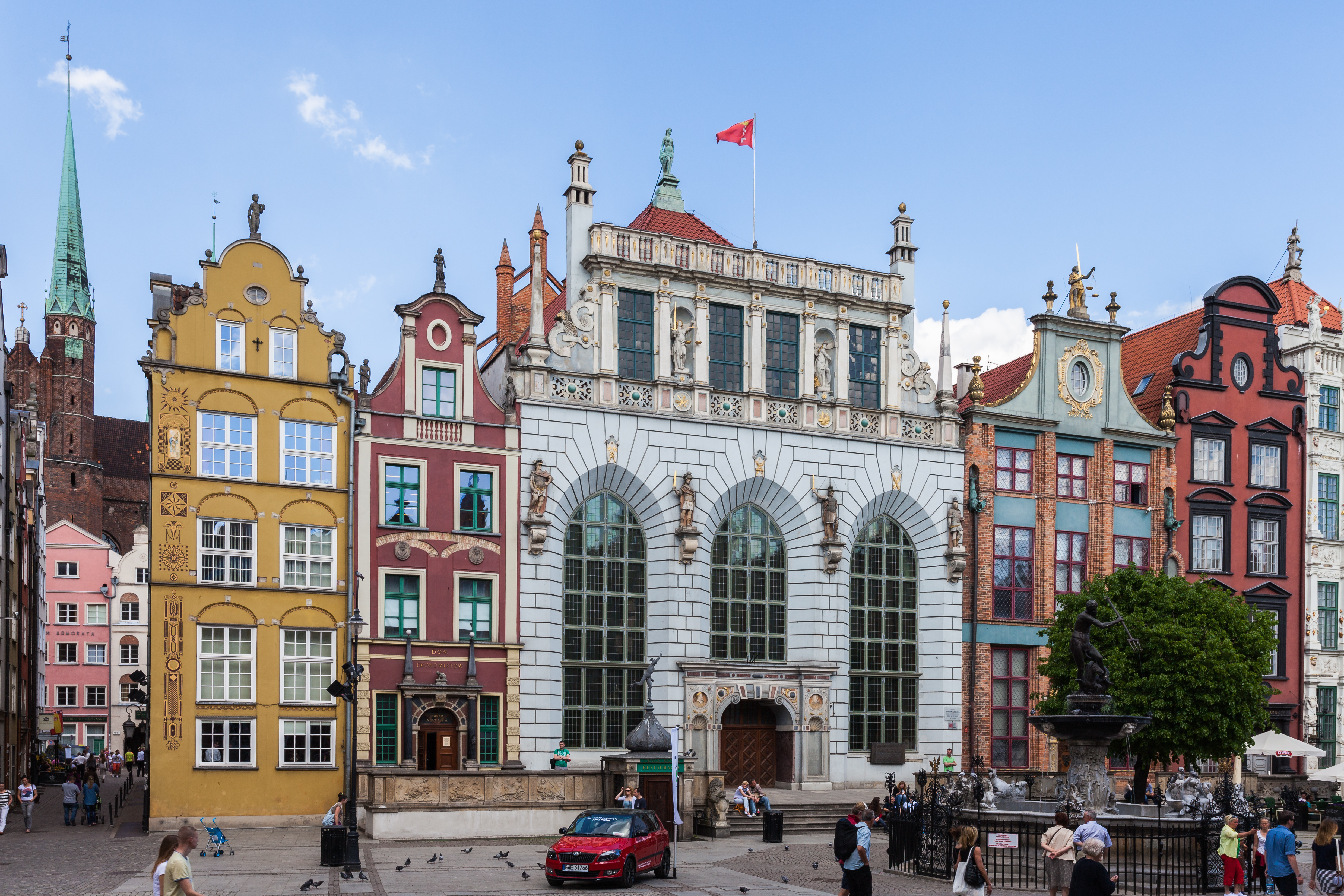
아투스 법정(Dwór Artusa)
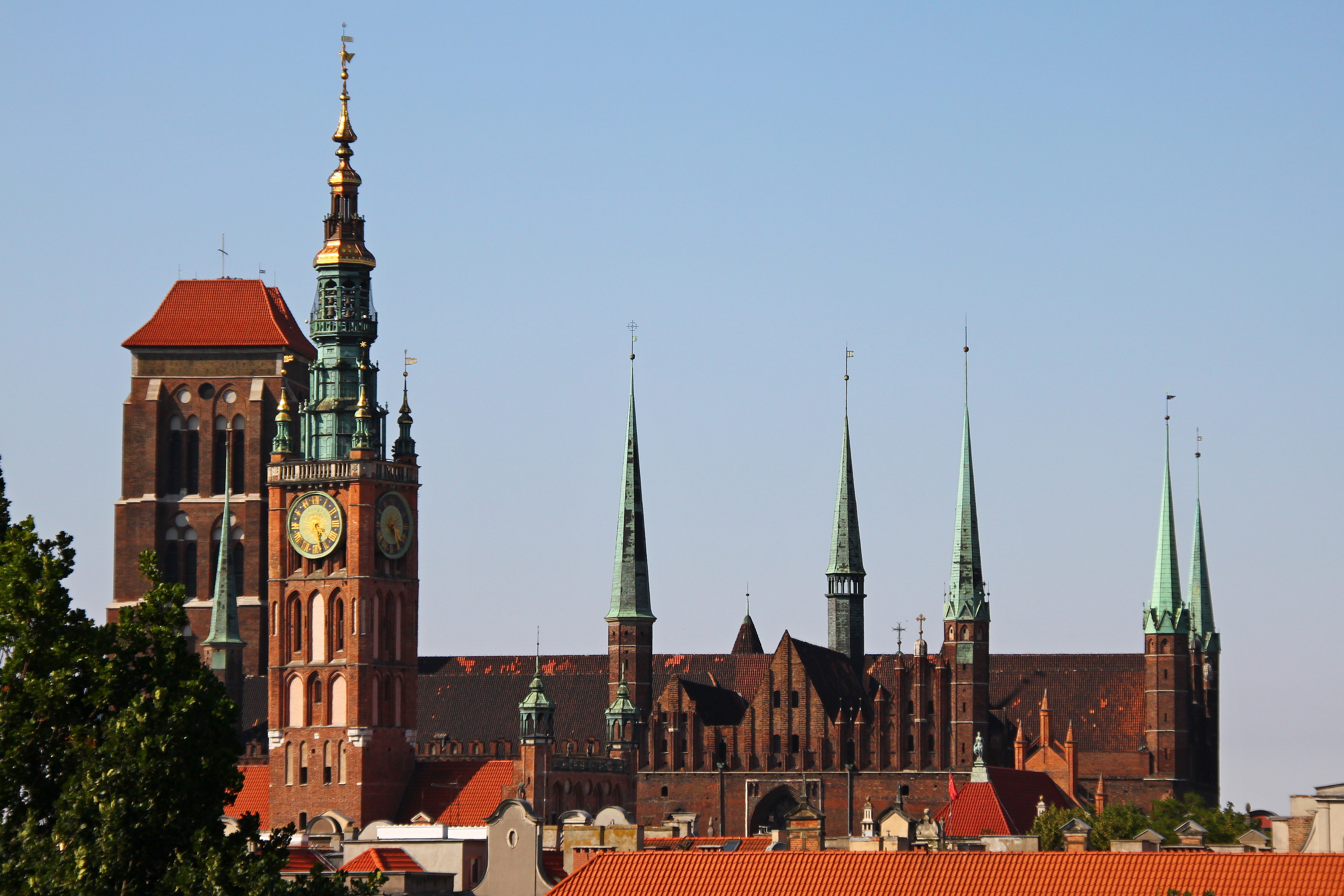
교회와 마을 회관
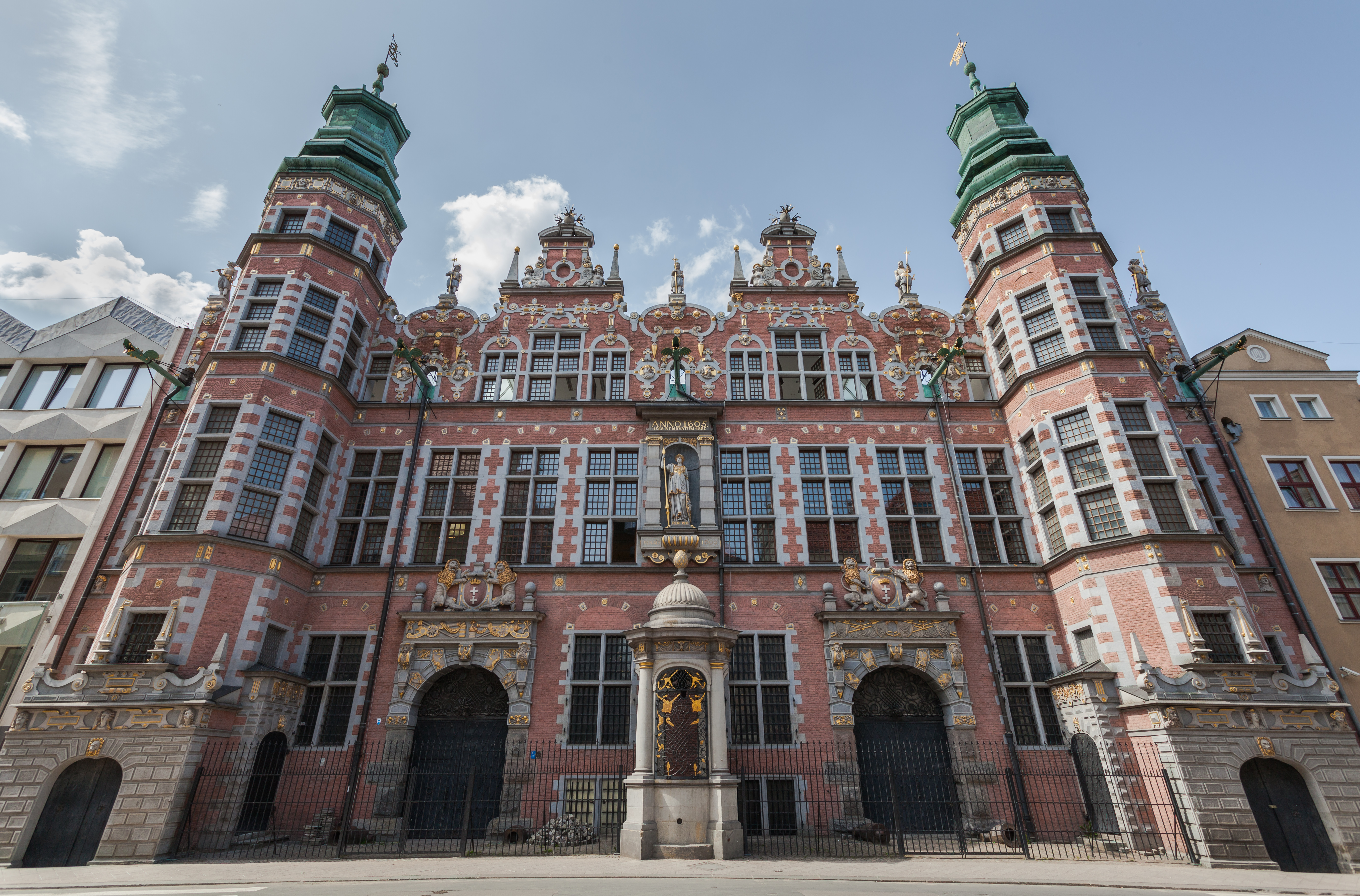
병기고
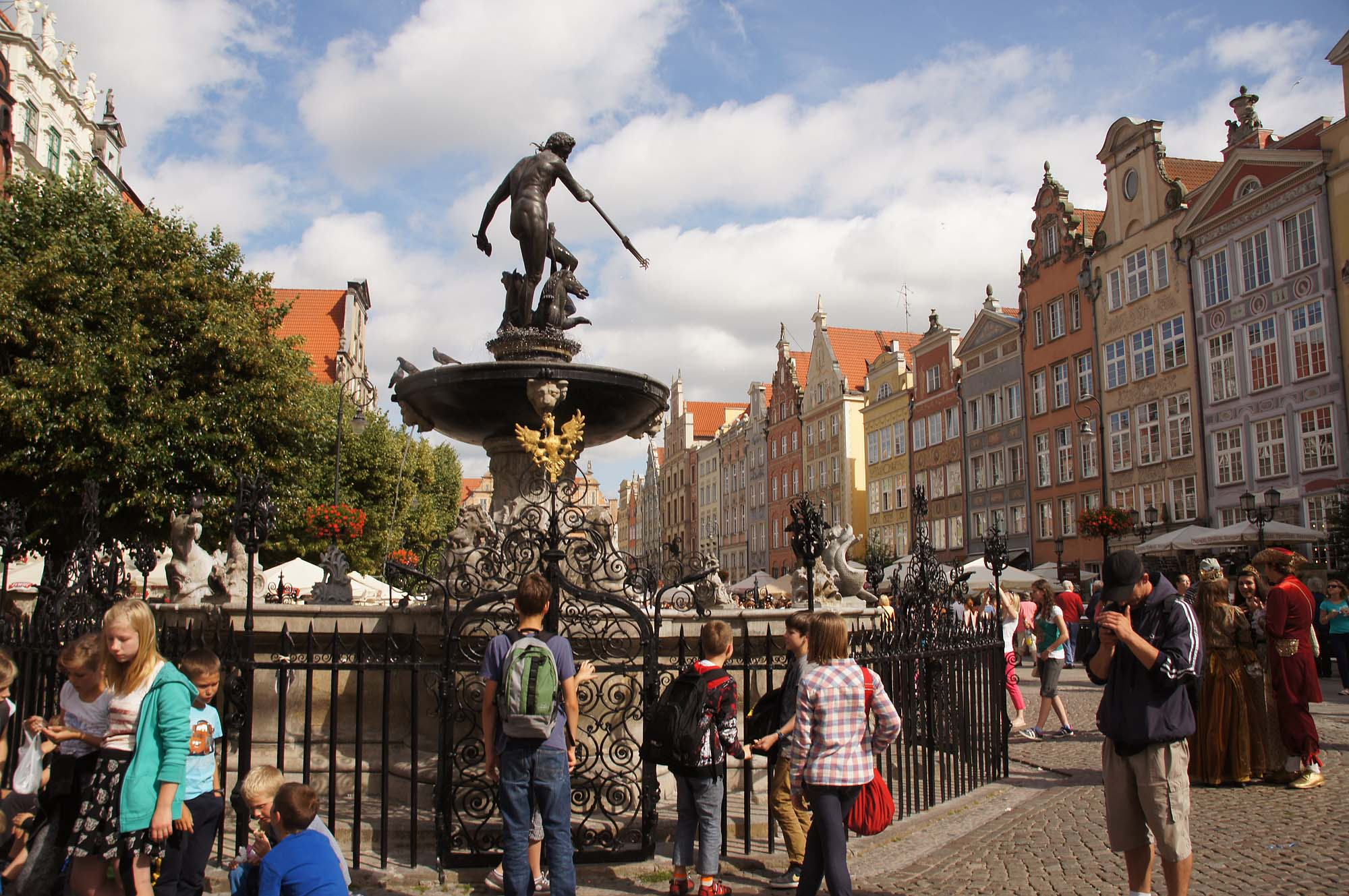
폰타나 넵 투나(Fontanna Neptuna)
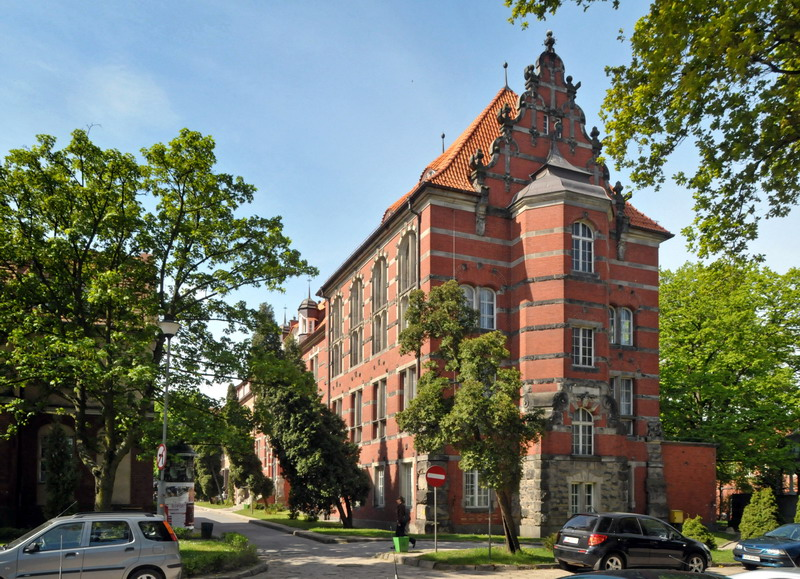
공예 학교
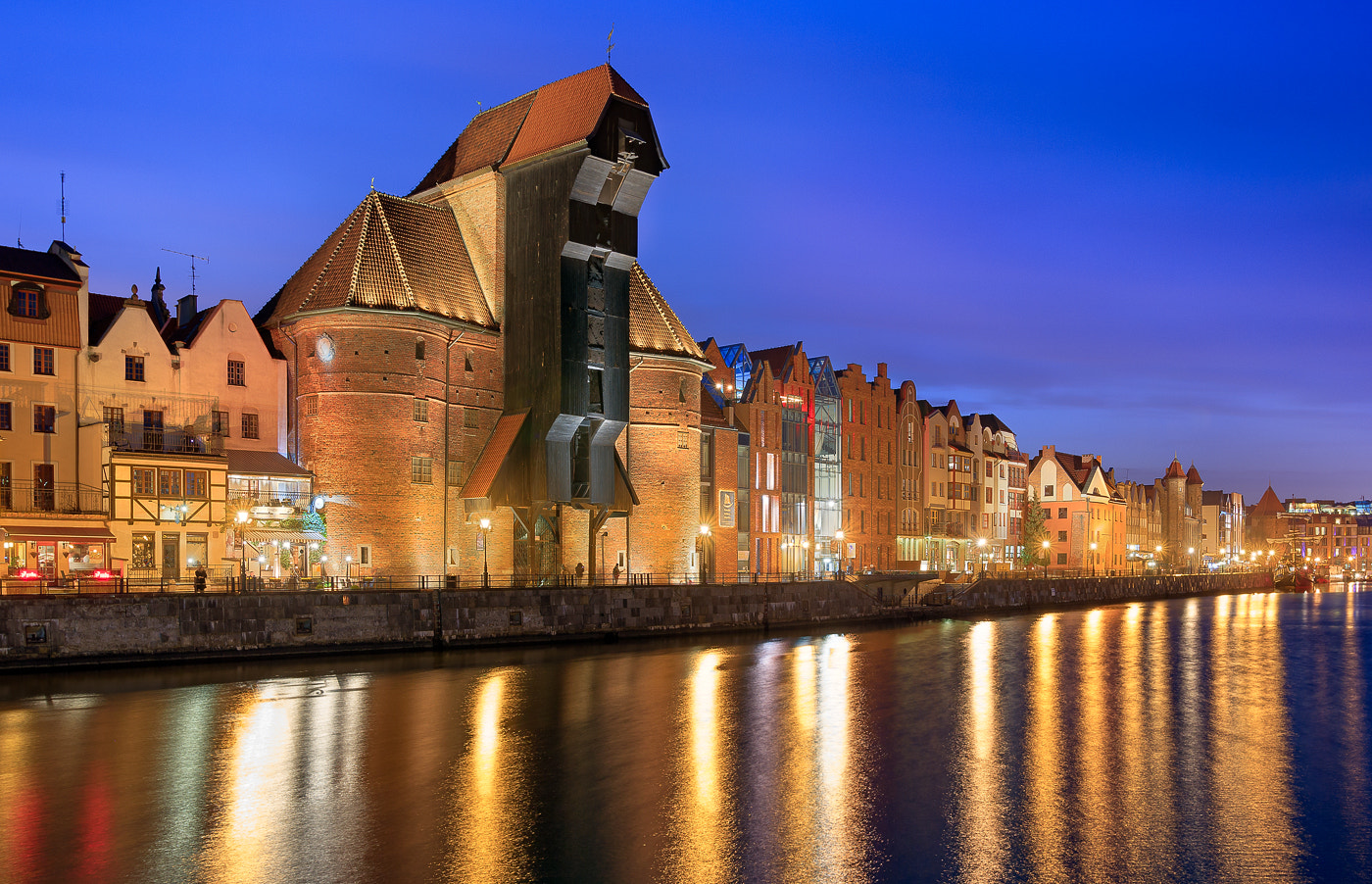
강에 크레인
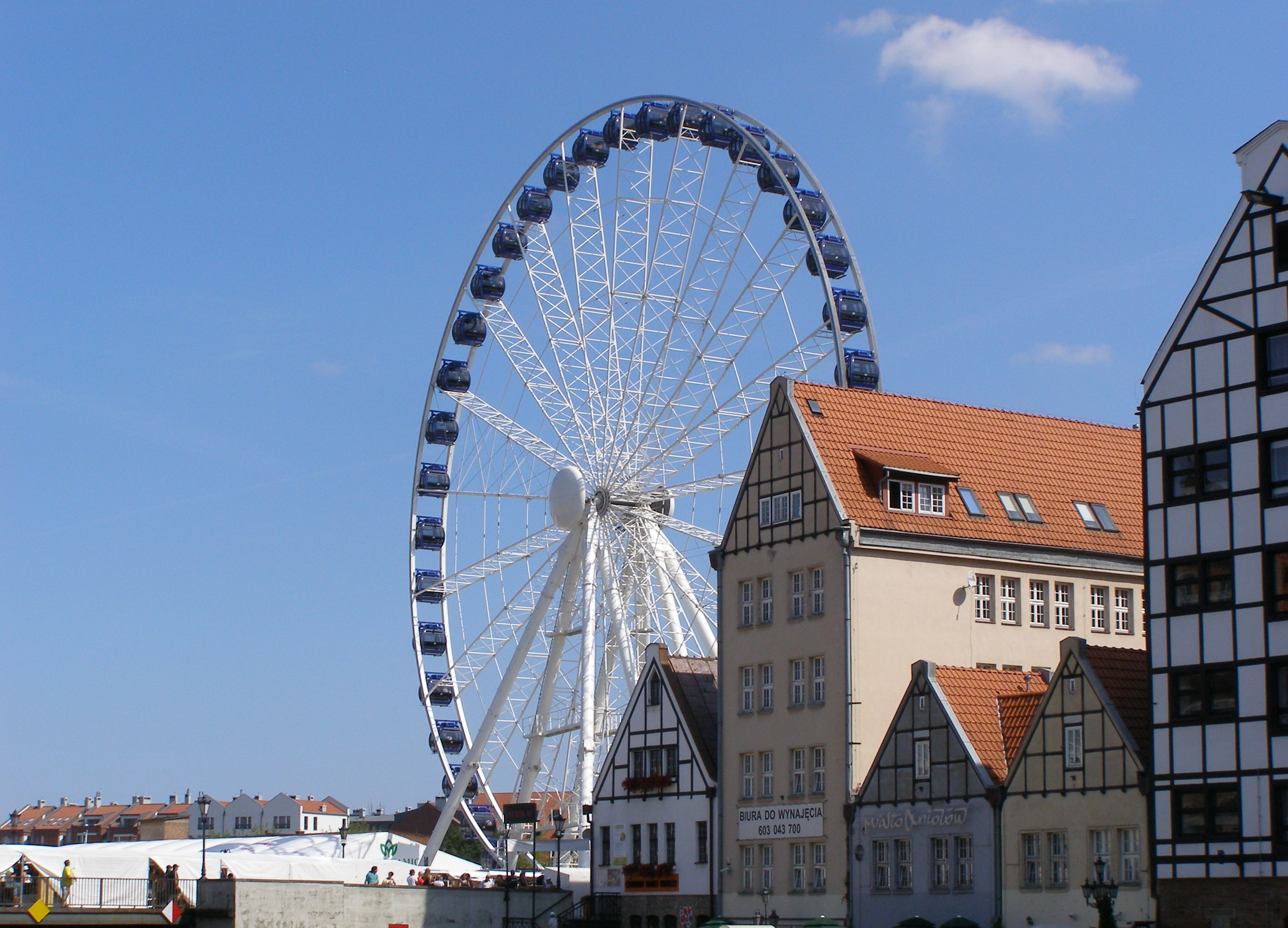
관람차
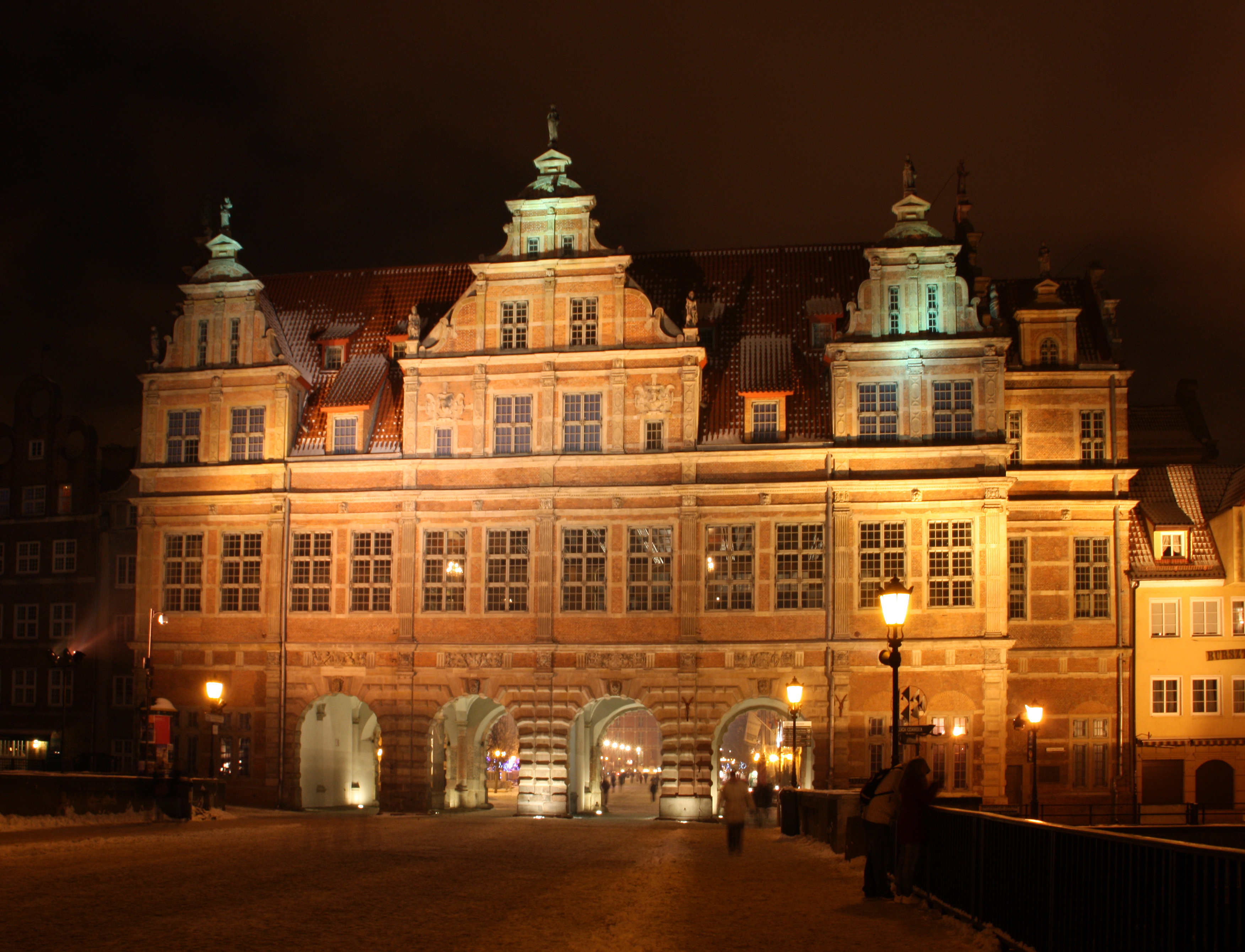
그린 게이트(Brama Zielona)
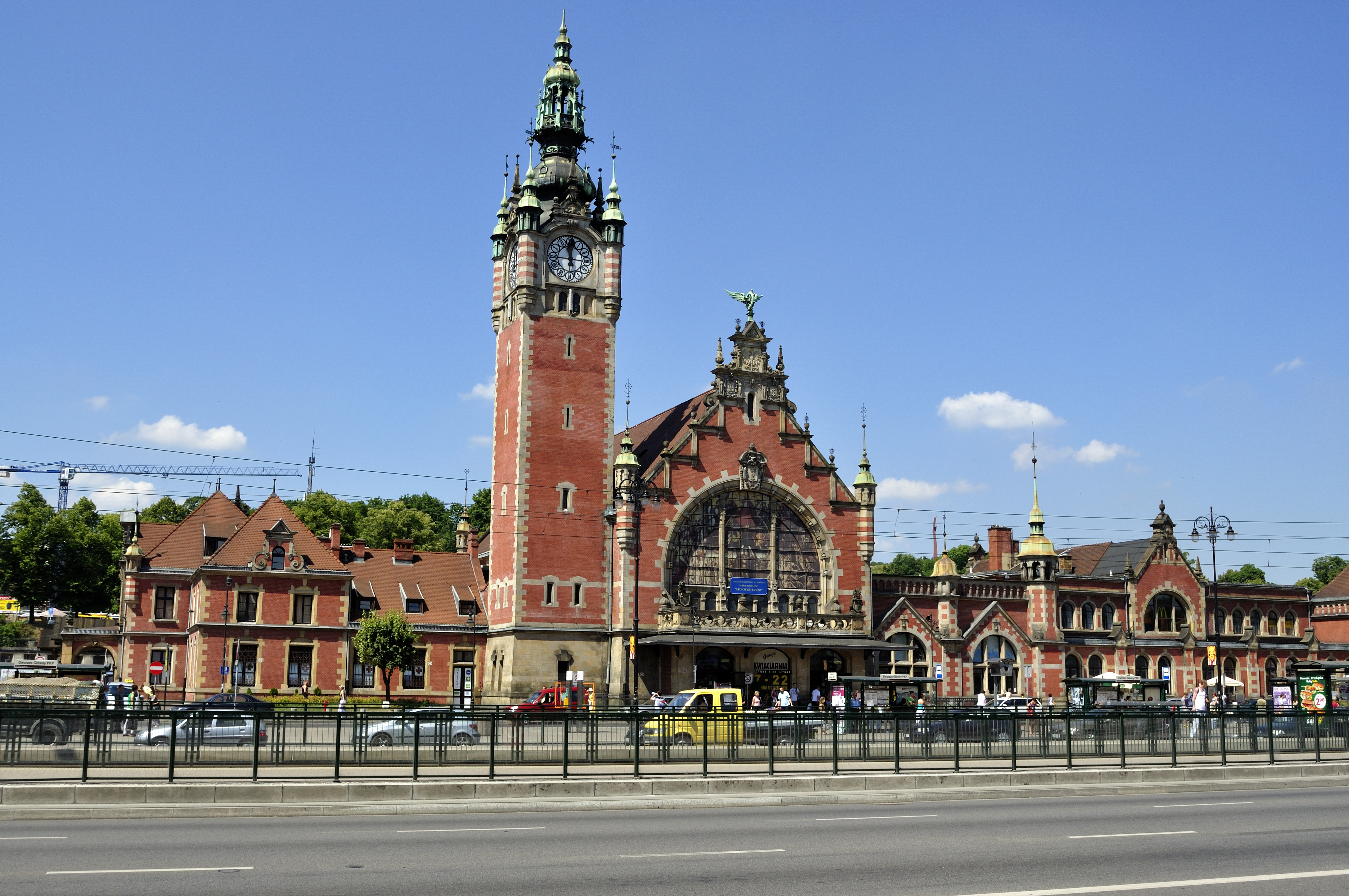
메인 역(Gdańsk Główny)
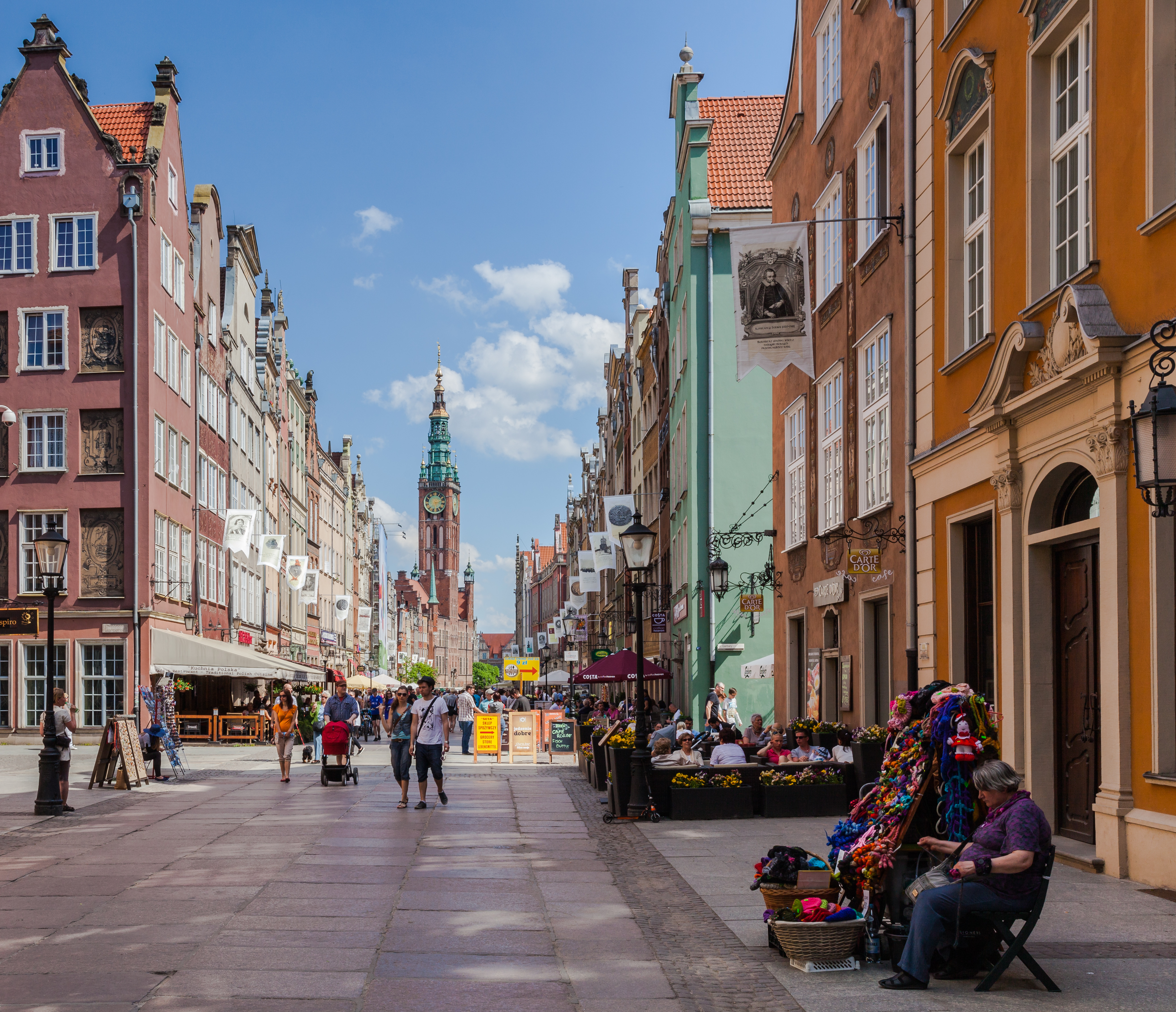
주요 도시 거리(Długi Targ, Long Market)

## 인구 추이
| 연도 | 인구    | ±%     |
| ---- | ------- | ------ |
| 1890 | 120,338 | —      |
| 1910 | 170,337 | +41.5% |
| 1929 | 256,403 | +50.5% |
| 1945 | 139,078 | −45.8% |
| 1946 | 117,894 | −15.2% |
| 1950 | 194,633 | +65.1% |
| 1960 | 286,940 | +47.4% |
| 1970 | 365,600 | +27.4% |
| 1980 | 456,707 | +24.9% |
| 1987 | 469,053 | +2.7%  |
| 1990 | 465,143 | −0.8%  |
| 1995 | 463,019 | −0.5%  |
| 2000 | 462,995 | −0.0%  |
| 2005 | 458,093 | −1.1%  |
| 2010 | 460,509 | +0.5%  |
| 2012 | 460,427 | −0.0%  |
| 2014 | 461,489 | +0.2%  |
| 2019 | 468,158 | +1.4%  |

## 자매 도시
- 브레멘, 독일
- 투르쿠, 핀란드
- 바르셀로나, 스페인
- 클리블랜드, 미국
- 칼마르, 스웨덴
- 헬싱외르, 덴마크
- 마르세유, 프랑스
- 루앙, 프랑스
- 칼리닌그라드, 러시아
- 아스타나, 카자흐스탄
- 오데사, 우크라이나
- 로테르담, 네덜란드
- 빌니우스, 리투아니아
- 상하이, 중화인민공화국
- 팔레르모, 이탈리아

## 같이 보기
- 카슈브인
- 성모 승천 대성당